# Источники ритуальной нечистоты
Источники ритуальной нечистоты (др.-евр. אבות הטומאה‬, Авот ха-Тума) — согласно еврейскому религиозному законодательству, это порождающие ритуальную нечистоту материальные объекты, при взаимодействии с которыми люди или предметы могут стать ритуально нечистыми. Ритуальная нечистота (Тума) является препятствием для приближения к Святости (Кодеш). Под Святостью, в данном контексте, прежде всего следует понимать посещение Иерусалимского Храма и употребление в пищу мяса жертвенных животных. Даже в то время, когда в Иерусалиме нет отстроенного Храма, остается в силе запрет на пребывание ритуально нечистых людей на месте Храма, то есть на Храмовой горе.
«Источники нечистоты» способны сделать нечистыми только предметы или людей, которые обладают способностью воспринимать ритуальную нечистоту.
- Все «Источники нечистоты», за исключением одежды, пораженной проказой, и домов, пораженных проказой, относятся к живому миру.
- Среди предметов только то, что сделано из глины, ткани, плетеных волос, кожи, кости, металла, дерева или стекла способно воспринимать ритуальную нечистоту.
- Животные могут стать «Источниками нечистоты» только после смерти, а все живые животные чисты.
- Согласно буквальному закону Торы, среди людей при жизни только евреи могут быть «Источниками нечистоты» и только евреи способны стать ритуально нечистыми из-за контакта с «Источниками нечистоты». Но, по постановлению мудрецов, уровень ритуальной чистоты неевреев соответствует уровню нечистоты Зав.

Человек, предмет, еда или напиток ставший нечистым в результате взаимодействия с «Источником нечистоты», называется «Первым по нечистоте» (Ришон леТума). В отличие от «Источника нечистоты», «Первый по нечистоте» способен сделать нечистыми только еду или напитки, но не людей и не предметы. В некоторых случаях, например, при прикосновении человека к трупу, прикоснувшийся сам становится «Источником нечистоты» меньшей степени. Тот, кто дотронулся до «Первого по нечистоте», называется «Вторым по нечистоте» (Шени леТума), дотронувшийся до «Второго» — называется «Третьим», дотронувшийся до «Третьего» называется «Четвертым», а все вместе они называются «Порождение нечистоты» (Валад аТума).

## Категории «Источников нечистоты»
Существует одиннадцать категорий «Источников нечистоты» (Авот аТума), указанных в Торе. Количество «Источников нечистоты» в каждой категории неодинаково. Часть из них установлена Торой «деОрайта»]), а часть добавлена мудрецами ( деРабанан]).

### Шерец
Шерец — это мелкое животное, относящегося к одному из восьми нечистых видов, перечисленных в Торе в книге Ваикра Библия: сокращение Левит неизвестно, см. список допустимых.
«Источником нечистоты» в этой категории является труп такого животного или часть трупа размером не меньше, чем чечевичное зерно. Пресмыкающиеся, земноводные и членистоногие других видов после смерти не обладают ритуальной нечистотой, хоть и запрещены в пищу по еврейскому закону. Живые животные никогда не могут быть «Источником нечистоты» и не способны воспринимать ритуальную нечистоту. Нечистота от Шерец передается человеку или предмету при прикосновении.
Для очищения дотронувшийся до Шерец должен окунуться в микву и подождать до выхода звёзд.

### Невела
Невела — это труп или часть трупа млекопитающего животного, обитающего на суше, как дикого, так и домашнего, за исключением кошерного животного, зарезанного в соответствии с правилами Шхиты. Согласно Торе, Невела является «Источником нечистоты». Минимальный размер части трупа вызывающей нечистоту — «кезайт» («как маслина», ~15-50 см3).
Кожа (за некоторыми исключениями), кости, рога, копыта, жилы и кровь животных не являются «Источниками нечистоты».
Человек или предмет, прикоснувшийся к Невела, или человек, приподнявший Невела, нечист. Для очищения необходимо пройти погружение в микву и подождать до выхода звёзд.
По постановлению Мудрецов «Источниками нечистоты», входящими в эту категорию, являются также:
1. Кошерное животное, зарезанное неевреем в соответствии с правилами Шхиты, даже если при этом присутствовал еврей и видел, что все правила соблюдены. Нечист тот, кто приподнимет это животное.
2. Умершая, а не зарезанная с соблюдением законов Шхиты, птица из видов, разрешенных в пищу. (По мнению Мишне Тора — это «Источник нечистоты», установленный Торой). Нечистым становится человек, проглотивший кусок мяса такой птицы размером «как маслина». При этом тот, кто дотронулся до этой птицы или поднял её, остается чистым. Мёртвая не кошерная птица не является «Источником нечистоты».

### Мёртвый
«Источники нечистоты» по закону Торы
1. Труп человека и его части
- Целый труп.
- Погибший плод, появившийся на свет в результате выкидыша.
- Часть плоти трупа размером не меньше, чем «кезайт» («как маслина», ~15-50 см3).
- Кровь, вытекшая после смерти, объёмом не меньше, чем «ревиит» (четверть лога, ~75-150 см3).
- Кости (целый позвоночник, череп или большая часть костей скелета).
- Отдельный орган тела умершего, состоящий из костей, жил и плоти.
- Целая часть тела, отсеченная от живого человека, состоящая из костей, жил и плоти.

От трупа еврея или от его части нечистота передаётся через прикосновение, поднятие, перемещение или нависание (шатёр). От трупа нееврея нечистота передается только через прикосновение, поднятие или перемещение.
2. Могила (Кевер)
Погребальное сооружение, в котором находятся человеческие останки. Могила передает ритуальную нечистоту людям или предметам при прикосновении снаружи к её крыше или к её стене и при нависании над ней «шатра», если соблюдены следующие условия:
- погребальное сооружение построено людьми, а не естественного происхождения.
- оно не имеет входа и полностью закрыто со всех сторон,
- внутри него находятся останки еврея,
- над останками имеется замкнутое пространство не меньше, чем тефах на тефах и тефах в высоту (1 тефах≈8-10 см.) .

При отсутствии внутри погребального сооружения над останками замкнутого пространства, размер которого больше, чем тефах на тефах и тефах в высоту, нечистота распространяется вверх и вниз строго по вертикали и делает нечистым только то, что находится точно над или точно под останками, но не то, что прикасается сбоку к стене погребального сооружения.
Отсутствие такого пространства, влияющего на распространение нечистоты, носит название «Тума рацуца».
3. Человек, ставший нечистым из-за трупа человека или его части.
Нечистота появляется вследствие:
- прикосновения к останкам,
- поднятия останков,
- нахождении под одной крышей с останками, а также при нависании человека над останками или при нависании останков над человеком.

Только еврей может стать нечистым.
4. Предметы, коснувшиеся трупа.
5. Предметы, дотронувшиеся до человека, ставшего нечистым из-за трупа.
6. Человек, дотронувшийся до предметов, коснувшихся трупа.
7. Предметы, коснувшиеся человека, дотронувшегося до предметов, касавшихся трупа.
8. Предметы, дотронувшиеся до предметов, касавшихся трупа.
9. «Шатер», нависавший над трупом.
«Шатёр» под которым располагался труп, может стать «Источником нечистоты» только, если он сделан из кожи, ткани, плетеных волос или деревянных предметов.
Процедура очищения людей и предметов, ставших «Источниками нечистоты» перечисленными в пунктах 3-9 состоит из:
- отсчета семи дней,
- окропления водой, смешанной с пеплом красной коровы, на третий и на седьмой день,
- погружения в воды миквы на седьмой день,
- ожидания наступления ночи восьмого дня.

В наше время невозможно очиститься от нечистоты, связанной с Мёртвым, из-за отсутствия пепла красной коровы.
 «Источники нечистоты» по постановлению мудрецов.
1.Кость с ячменное зерно (Эцем каСэора) — Отдельная человеческая кость размером «с ячменное зерно» или больше.
Тот, кто прикоснулся к ней или поднял её, нечист семь дней и должен пройти такое же очищение, как и прикоснувшийся к трупу.
2. Земля других народов (Эрэц ха-Амим) — Земля за границей земли Израиля.
Территория за пределами Израиля нечиста из-за опасения, что в ней находятся разбросанные человеческие останки.
- Прошедший по земле других народов, дотронувшийся до неё или поднявший взятый с неё грунт, нечист семь дней и должен пройти такое же очищение, как ставший нечистым из-за трупа, включающее окропление на третий и на седьмой день водой, смешанной с пеплом красной коровы.
- Побывавший на территории других народов или над ней и не коснувшийся земли, нечист один день. Для очищения он должен окунуться в микву и подождать до выхода звезд.

Земля Израиля, на которой более сорока дней жили другие народы, нечиста так же, как и земля за пределами Израиля. Эта нечистота сохраняется до тех пор, пока землю не проверили, так как есть вероятность, что неевреи, проживавшие на ней, похоронили в этой земле плод, появившийся на свет в результате выкидыша.
3. Территория с разбросанными на ней человеческими останками (Бейт аПрас) — Поле, на котором ранее находилось захоронение, а впоследствии место захоронения было перепахано. При этом кости, находившиеся в могиле, оказались перемешаны с землей и разбросаны.
Земля на расстоянии 100 амот (~ 50 метров) от места захоронения, делает нечистым того, кто до неё дотронется и того, кто перенесёт взятый с неё грунт. Ставший нечистым из-за этой земли должен пройти такое же очищение, как дотронувшийся до мёртвого. Постановление о нечистоте этой земли связано с опасением, что в ней находятся человеческие кости.
Эта территория может быть очищена следующими способами:
- Просеиванием верхнего слоя почвы через сито.
- Удалением верхнего слоя почвы. Для этого следует снять верхние три тефаха грунта, то есть ~23-29 см.
- Добавлением сверху грунта, взятого из другого места. Следует добавить грунт на высоту 3 тефаха.

4. Вытекшая кровь (Дам твуса) — Кровь, вытекшая из тела умирающего, когда он был ещё жив, смешанная с кровью, вытекшей уже после смерти. Минимальный общий объём крови должен быть не меньше, чем «ревиит» (~75-150 см3). Нечист тот, кто прикоснётся к ней, поднимет её, нависнет над ней или будет находиться с ней под одной крышей.
5. Шатер, ставший нечистым из-за этой крови.
6. Человек, ставший нечистым из-за первых четырёх «Источников нечистоты» в этом списке.
7. Предмет, прикоснувшийся к человеку, ставшему нечистым из-за первых четырёх «Источников нечистоты» в этом списке.
8. Предмет, ставший нечистым из-за первых четырёх «Источников нечистоты».
9. Человек, прикоснувшийся к предмету, ставшему нечистым из-за первых четырёх «Источников нечистоты».
10. Предмет, прикоснувшийся к человеку, прикоснувшемуся к предмету, ставшему нечистым из-за первых четырёх «Источников нечистоты».
11. Предмет, прикоснувшийся к предмету, ставшему нечистым из-за первых четырёх «Источников нечистоты».

### Сперма
Влажная сперма еврея старше девяти лет является «Источником нечистоты».
Тот, кто прикоснулся к сперме, а также сам человек, у которого произошло семяизвержение, становится нечистым («Первым по нечистоте»). Помимо этого, нечистыми становятся и мужчина, и женщина после интимной близости. Для очищения необходимо окунуться в микву и подождать до выхода звёзд. Женщина может повторно стать нечистой, если в течение последующих трех Онот (день-ночь-день или ночь-день-ночь) сперма, сохранившаяся у неё в организме, вытекла наружу.

### Вода очищения
Вода с пеплом красной коровы, предназначенная для очищения от нечистоты, возникшей в результате контакта с Мёртвым, является «Источником нечистоты».
Тот, кто дотронулся до любого количества воды очищения, и тот, кто приподнял количество воды, достаточное для окропления, сам становится нечист, при условии, что он сделал это не для того, чтобы очистить других от трупной нечистоты. Ставший нечистым из-за этого «Источника нечистоты» для очищения должен окунуться в микву и подождать до выхода звёзд.

### Грехоочистительная жертва (Хатат)
В этой категории есть три «Источника нечистоты»:
1.Рыжая телица
Нечистыми становятся люди, выполняющие при церемонии жертвоприношения Красной коровы шхиту, бросание кедрового дерева, сжигание коровы, сбор её пепла и другие действия.
2.Быки и козлы, приносимые в грехоочистительную жертву,
Это относится только к таким видам грехоочистительных жертв, при совершении которых кровь животных вносят в Святилище. Нечистыми становятся люди, переносящие туши быков или козлов, к месту сжигания, и те люди, которые их сжигают.
3.Козел, отправляемый в пустыню в Йом-кипур.
Нечистым становится человек, отводящий козла в пустыню.
Сами по себе все эти жертвенные животные чисты и тот, кто не совершает перечисленные выше действия, остается чист при прикосновении к ним. Для очищения от этого вида нечистоты необходимо окунуться в микву и подождать до выхода звёзд.

### Зав
Зав (Страдающий истечением) — мужчина, нечистый из-за истечения видоизмененной семенной жидкости, возникшего непроизвольно и не сопровождающегося сексуальным возбуждением. Причиной этого истечения является заболевание мужской половой системы.
1. Однократное истечение не делает человека Завом и приравнивается к обычному семяизвержению.
2. Тот, у которого в тот же день или на следующий день произошло второе истечение, считается Завом.
Для очищения он должен:
- отсчитать семь «чистых» дней без истечения,
- на седьмой день окунуться в природный источник воды,
- подождать до наступления ночи.

После этого он перестает быть «Источником нечистоты».
3. Если после второго истечения, в тот же день или на следующий день, произошло третье истечение, то помимо перечисленных выше этапов очищения Зав должен принести жертву в Храме.
Согласно закону Торы, «Источниками нечистоты», входящими в эту категорию, являются:
- Сам Зав.
- Жидкость его истечения.
- Его сперма.
- Его слюна.
- Его моча.
- Сиденье для верховой езды, ставшее нечистым из-за Зава.
- Предмет для сидения или лежания, ставший нечистым из-за Зава.

Сам Зав способен сделать нечистым:
- прикоснувшегося к нему,
- поднявшего или сдвинувшего его,
- того, кого Зав поднял или передвинул,
- предмет, предназначенный для сидения или лежания, на который опирался Зав, при этом предмет становится «источником нечистоты».
- сиденье для верховой езды, на которое опирался Зав, при этом сиденье становится «источником нечистоты»,
- предмет, находящийся на Заве, даже если сам предмет не дотрагивается до Зава и отделён от него промежуточными слоями.

«Источники нечистоты» из пунктов 2-5 передают нечистоту:
- при прикосновении к ним,
- при их поднятии или перемещении.

Сиденье для верховой езды, предмет для сидения или для лежания, ставшие нечистым из-за Зава, делают нечистым:
- прикоснувшегося к нему,
- поднявшего или передвинувшего его,
- стоявшего, сидевшего, лежавшего или висевшего на нём, а также опиравшегося на него.

В дополнение к этому, мудрецы постановили, что тело Зава-еврея, а также тело Завы, Ниды, Роженицы или Прокаженного, с момента смерти и до тех пор, пока оно не разложится, передаёт нечистоту предметам, предназначенным для сидения или лежания, на которых оно сидит или лежит.

### Неевреи
Согласно буквальному закону Торы, ритуально нечистыми могут быть только евреи. Но мудрецы постановили, что уровень ритуальной нечистоты неевреев соответствует уровню ритуальной нечистоты евреев страдающих истечением (Зав). Это правило распространяется на мужчин-неевреев, начиная с возраста девяти лет и одного дня, и на женщин-неевреек, начиная с трех лет и одного дня.
В связи с этим, по постановлению мудрецов «Источниками нечистоты» являются:
- Сам нееврей,
- Жидкость его истечения,
- Его слюна,
- Его моча,
- Сиденье для верховой езды, ставшее нечистым из-за него,
- Предмет для сидения или лежания, ставший нечистым из-за него,
- Кровь истечения женщины-нееврейки,
- Мужчина, вступивший в половую связь с женщиной-нееврейкой.

Евреи, не сведущие в законах о ритуальной чистоте, также приравниваются к Завам из опасения, что они нечисты.

### Нида
Нида — женщина, нечистая из-за выделения крови из матки, произошедшего в первые семь дней менструального цикла.
Согласно буквальному закону Торы, Нида для очищения должна окунуться в микву в ночь восьмого дня от начала менструации, при условии, что кровотечение прекратилось до этого. Однако, из опасения, что женщина является Зава, а не Нида, в наше время во всем еврейском народе принято, что при любом выделении крови из матки следует отсчитать семь «чистых» дней без выделений и окунуться в микву в ночь восьмого дня. До тех пор, пока Нида не окунулась в микву, она продолжает оставаться «Источником нечистоты».
По закону Торы «Источниками нечистоты», относящимися к категории Нида, являются:
- Сама Нида с момента выделения крови из матки.
- Мужчина, вступивший с ней в половую связь.
- Её кровь истечения.
- Её слюна.
- Её моча.
- Сиденье для верховой езды, ставшее нечистым из-за Ниды.
- Предмет для сидения или лежания, ставший нечистым из-за Ниды.

Сама Нида способна сделать нечистым:
- прикоснувшегося к ней,
- поднявшего или сдвинувшего её,
- того, кого Нида подняла или передвинула,
- предмет, предназначенный для сидения или лежания, на который опиралась Нида, при этом предмет становится «источником нечистоты».
- сиденье для верховой езды, на которое опиралась Нида, при этом сиденье становится «источником нечистоты»,
- предмет, находящийся на Ниде, даже если сам предмет не дотрагивается до Ниды и отделён от неё промежуточными слоями.
- мужчину, вступившего с ней в половую связь.

Мужчина, вступивший в половую связь с Нидой, способен сделать нечистым:
- прикоснувшегося к нему,
- поднявшего или сдвинувшего его,
- предмет, предназначенный для сидения или лежания, на который он опирался,
- сиденье для верховой езды, на которое он опирался.

«Источники нечистоты» из пунктов 3-7 способны сделать нечистым:
- прикоснувшегося к ним,
- поднявшего или сдвинувшего их.

Мудрецы добавили следующие «Источники нечистоты» в этой категории:
1. «Нида — нечиста задним числом». После того, как женщина обнаружила кровь, считается, что она была нечистой в предшествующие этому двадцать четыре часа или со времени последней внутренней проверки, если она сделала такую проверку меньше, чем за 24 часа до обнаружения крови. Это относится только к женщине, у которой нет постоянного месячного цикла и к женщине, у которой есть постоянный цикл, но кровотечение началось не в ожидаемое время. Данное правило не распространяется на женщин, у которых никогда не было менструации, беременных, кормящих и старых.
2. «Увидевшая пятно — нечиста задним числом». Женщина, которая обнаружила пятно крови на теле или на одежде в таком месте, куда могла попасть кровь из влагалища, считается нечистой задним числом в предшествующие обнаружению двадцать четыре часа или со времени последней внутренней проверки, если она её сделала меньше, чем за 24 часа до обнаружения пятна.
3. «Не сделавшая проверку в начале цикла — нечиста задним числом». Если женщина, у которой есть постоянный месячный цикл, не проверила себя в тот день, когда у неё должно было начаться кровотечение, а впоследствии проверила и обнаружила кровь, то она считается нечистой задним числом, начиная с того времени, когда у неё должно было начаться кровотечение.
4. Сиденье для верховой езды, ставшее нечистым из-за женщин из первых трех пунктов.
5. Предмет для сидения или лежания, ставший нечистым из-за женщин из первых трех пунктов.
6. Слюна женщин из первых трех пунктов.
7. Моча женщин из первых трех пунктов.
8. Пятно крови, обнаруженное женщиной из второго пункта.
9. Мужчина, вступивший в половую связь с женщиной, после того, как она обнаружила пятно, делающее её нечистой по постановлению мудрецов.

### Зава
Зава — женщина, нечистая вследствие выделения крови из матки, произошедшего в те дни месячного цикла, когда она не ожидает наступления менструации, а точнее с восьмого до восемнадцатого дня от начала менструации. Кровь, выделившаяся в первые семь дней цикла, делает женщину Нидой, а в последующие одиннадцать дней, делает женщину Завой. Кровь, появившаяся более чем через восемнадцать дней после начала предыдущего кровотечения, считается началом нового периода Ниды.
Очищение Завы от нечистоты:
Если кровотечение в период Завы (с восьмого до восемнадцатого дня от начала цикла), продолжалось один или два дня, то для очищения, в первый же день, после того, как выделение крови прекратилось, следует:
- окунуться в микву,
- подождать до выхода звёзд.

Если кровотечение в период Завы продолжалось три дня или больше, то Зава должна:
- отсчитать семь «чистых» дней без выделений,
- на седьмой день окунуться в микву,
- подождать до выхода звёзд,
- принести жертвы в Иерусалимском Храме на восьмой день .

До тех пор, пока Зава не окунулась в микву, она остаётся «Источником нечистоты».
В наше время, из-за того, что женщины могут по ошибке перепутать кровотечение в период Зава с кровотечением в период Нида, чтобы избежать сомнений, во всех еврейских общинах принято при любом выделении крови из матки отсчитывать семь «чистых» дней и окунаться в микву в ночь восьмого дня.
«Источниками нечистоты» в категории Зава являются:
- Сама Зава.
- Мужчина, вступивший с ней в половую связь.
- Её кровь истечения.
- Её слюна.
- Её моча.
- Сиденье для верховой езды, ставшее нечистым из-за Завы.
- Предмет для сидения или лежания, ставший нечистым из-за Завы.

Сама Зава и другие «Источники нечистоты», входящие в эту категорию, способны передавать нечистоту теми же способами, что и соответствующие им «Источники нечистоты» из категории Нида.

### Роженица
Роженица (Йоледет) — женщина, ставшая нечистой вследствие рождения ребёнка или в результате выкидыша, произошедшего на сроке беременности больше, чем сорок дней, даже если при этом не было видно выделения крови.
Согласно Торе, для очищения женщина должна окунуться в микву через 7 дней после рождения мальчика или через 14 дней после рождения девочки. Кровь, выделяющаяся у Роженицы в последующие 33 дня после рождения мальчика или 66 дней после рождения девочки, является ритуально чистой. Но, из-за опасения, что кровотечение, вызванное родами, совпало с кровотечением Зава, в наше время в еврейском народе принято, что роженица окунается в микву только после того, как она отсчитает семь «чистых» дней без выделений. До тех пор, пока Роженица не окунулась в микву, она остаётся «Источником нечистоты». После погружения в микву и до сорокового дня после рождения мальчика или до восьмидесятого дня после рождения девочки, женщина имеет статус «окунувшегося в этот день» (твуль йом). По истечении этого срока она должна подождать до выхода звёзд. Во времена Храма, на следующий день, то есть в сорок первый день от рождения мальчика или восемьдесят первый день от рождения девочки, она должна принести жертвы в Храме. Если Роженица не принесла их вовремя, то делает это позже.
Согласно закону Торы, «Источниками нечистоты», относящимися к этой категории являются:
- Сама Роженица.
- Мужчина, вступивший с ней в половую связь.
- Её кровь истечения.
- Её слюна.
- Её моча.
- Сиденье для верховой езды, ставшее нечистым из-за Роженицы.
- Предмет для сидения или лежания, ставший нечистым из-за Роженицы.

Мудрецы добавили в эту категорию следующие «Источники нечистоты»:
- «Родившая орган» — беременная женщина, у которой часть тела плода, например рука, показалась наружу, а потом плод втянул её обратно.
- Предмет для сидения или лежания, ставший нечистым из-за «родившей орган».
- Сиденье для верховой езды, ставшее нечистым из-за «родившей орган».
- Слюна «родившей орган».
- Моча «родившей орган».
- Кровь истечения «родившей орган».
- Вступивший в половую связь с «родившей орган».

Сама Роженица и другие «Источники нечистоты», входящие в эту категорию, способны передавать нечистоту теми же способами, что и соответствующие им «Источники нечистоты» из категории Нида.

### Проказа (Цараат)
Проказа (Цараат) — это заболевание, проявляющееся в появлении пятен на коже человека, на одежде или на домах и имеющее духовную причину.
«Источниками нечистоты» в этой категории являются:
1. Сам прокаженный в период заболевания.
Признаком возможного наличия проказы (цараат) у человека является совершенно белое пятно, цвета яичной скорлупы или ещё белее, расположенное на вид ниже поверхности кожи. Изменение на коже должен осмотреть коэн и по дополнительным признакам определить является ли это проказой. Человек становится нечистым только после того, как об этом объявит коэн. Проказа может быть только у евреев. Нечистота от прокаженного передается при:
- прикосновении
- поднятии или перемещении
- приходе прокаженного в дом
- опирании на предмет, предназначенный для сидения или лежания

Прокаженному запрещено заходить в города, окруженные стенами, в том числе в освященный Иерусалим.
2. Прокаженный после излечения, в семь дней очищения.
После исцеления прокаженный должен пройти процедуру очищения с двумя птицами, ветвью кедра, эзовом и червленой шерстью, описанную в книге Ваикра, гл.14. Затем ему сбривают все волосы на теле, прокаженный окунается в микву и отсчитывает семь дней. В эти семь дней он остается «Источником нечистоты» меньшей степени и передает нечистоту только при прикосновении. В седьмой день ему ещё раз сбривают все волосы, он окунается в микву и ждет до выхода звезд. На восьмой день он ещё раз погружается в микву, расположенную в Женском дворе, и приносит жертвы в Храме.
3. Одежда, пораженная проказой.
Проказа может появиться только на неокрашенной шерстяной или льняной одежде, а также на предметах из кожи. Могут быть поражены только вещи, принадлежащие еврею. Признак проказы — пятно темно-зелёного или ярко-красного цвета.
4. Дом, пораженный проказой.
Проказа может появиться только на доме, принадлежащем еврею и находящемся на территории Израиля, но не в Иерусалиме. Признак проказы — пятно темно-зелёного или ярко-красного цвета. Дом становится нечист только после того, как это объявит коэн.
Нечистота передается как при прикосновении к целому дому, так и при прикосновении или поднятии удаленных пораженных камней и обломков, оставшихся после разрушения нечистого дома. Занесение нечистых обломков в чистый дом делает нечистыми находящихся там людей и предметы. И человек, зашедший в пораженный дом, становится нечистым.
Дополнительная категория «Источников нечистоты», установленная мудрецами:

### Идолопоклонство
«Источниками нечистоты» по постановлению Мудрецов являются:
1.Идол. Только в том случае, если это целый идол. Нечист человек, дотронувшийся до него.
2. Предметы культа, в том числе культовые сооружения идолопоклонников. «Источниками нечистоты» являются также отдельные части и обломки культовых предметов, камни, деревья и другие материалы, из которых было построено здание для служения идолам. Нечистым становится человек, прикоснувшийся к этим предметам или вошедший в культовое сооружение.
3.Подношения идолу, такие как мясо жертвенных животных, еда, напитки и сосуды. Нечист тот, кто дотронулся до них или приподнял их.
4.Вино, возлитое при служении идолам. Нечист тот, кто дотронулся до него или приподнял его.
Все «Источники нечистоты», перечисленные в этой категории, делают нечистым человека или предмет только, если их размер «как маслина» или больше.

## Способы передачи нечистоты от «Источника нечистоты»
Прикосновение (Мага). Непосредственное соприкосновение поверхности объекта (человека или предмета), воспринимающего нечистоту, с «Источником нечистоты». Глиняные сосуды не становятся нечистыми от прикосновения «Источника нечистоты» к их внешней поверхности. Они могут стать нечистыми, если «Источник нечистоты» попадет в их внутреннее пространство.
Поднятие (Маса).  В этот способ передачи входит также Перемещение (Эсэт). Поднятие (Маса) — Приподнимание «Источника нечистоты» за счет физической силы человека, даже без непосредственного контакта. Перемещение (Эсет) — перемещение человеком «Источника нечистоты» без его поднятия. Нечистота передается также при приподнимании или перемещении человека или предмета за счет физической силы «Источника нечистоты» в том случае, когда «Источником нечистоты» является Зав, Зава, Нида или Роженица.
Нависание («Шатёр», Оhель). При пребывании в одном «Шатре», то есть под одной крышей, вместе с «Источником нечистоты» люди и предметы, воспринимающие нечистоту, становятся нечистыми. Нечистоту также вызывает нависание объекта, воспринимающего нечистоту, над «Источником нечистоты» и нависание «Источника нечистоты» над объектом. Таким способом передаётся ритуальная нечистота только от тела умершего еврея и, в некоторых случаях, от части трупа или от целой части тела, отделенной от живого человека. Минимальный размер «Шатра» — тефах на тефах и один тефах в высоту (тефах ~ 7.6-9.6 см.). «Шатёр» не только способствует передаче нечистоты от «Источника нечистоты» к объекту, но и ограничивает дальнейшее распространение нечистоты. Если под «Шатром» нет ограниченного пространства тефах на тефах и тефах в высоту, то трупная нечистота распространяется вертикально вверх и вниз на неограниченное расстояние (Тума рацуца).
Определённые действия. Действия, определяемые Торой, а именно: сжигание красной коровы; сжигание быков и козлов, приносимых в грехоочистительную жертву (Хатат); сопровождение козла, отправляемого в пустыню в Йом-Кипур.
Опирание (Мишкав, Мошав, Миркав). Стояние, сидение, лежание, висение или облокачивание человека, являющегося «Источником нечистоты» (Зав, Зава, Нида, Роженица или Прокаженный), на предмет, предназначенный для лежания (Мишкав) или сидения (Мошав), а также на сиденье, устанавливаемое на животном для верховой езды (Миркав). При этом сам предмет может непосредственно не касаться «Источника нечистоты» и отделяться от него многочисленными промежуточными слоями, в том числе слоями, не принимающими ритуальную нечистоту.
Распространение (Мадаф). Нахождение объекта на человеке, являющемся «Источником нечистоты» типа Зав, Зава, Нида или Роженица, делает объект нечистым по постановлению мудрецов даже без непосредственного контакта с «Источником нечистоты» и даже если объект отделен от нечистого человека множеством промежуточных слоёв.
Приход в дом (Бийа леБайт). Вход пораженного проказой (цараат) в чистый дом или внесение в дом одежды, пораженной проказой делает нечистыми людей и предметы, находящиеся в доме.
Глотание (Блиа). Способ передачи нечистоты, характерный только для употребления в пищу умершей кошерной птицы.

## Перечень «Источников нечистоты»

##### «Источники нечистоты» указанные в Торе
1. Шерец — труп мелкого животного из восьми нечистых видов.
2. Невела — труп животного, за исключением кошерного животного, зарезанного в соответствии с правилами шхиты.
3. Труп человека или его часть.
4. Человек, ставший нечистым из-за контакта с трупом.
5. Предмет, коснувшийся человека, ставшего нечистым из-за трупа.
6. Предмет, коснувшийся трупа.
7. Предмет, коснувшийся предмета, касавшегося трупа.
8. Человек, коснувшийся предмета, коснувшегося трупа.
9. Предмет, коснувшийся человека, коснувшегося предмета, коснувшегося трупа.
10. Шатер, ставший нечистым из-за трупа.
11. Закрытое погребальное сооружение, в которой находятся останки умершего.
12. Сперма.
13. Вода с пеплом красной коровы, предназначенная для очищения от трупной нечистоты.
14. Красная корова в процессе сжигания.
15. Быки и козлы, сжигаемые при принесении жертвы Хатат.
16. Козел, посылаемый в пустыню в Йом-Кипур.
17. Зав.
18. Зава.
19. Нида.
20. Роженица.
21. Сиденье для верховой езды, ставшее нечистым из-за Зава и других.
22. Предмет для сидения или лежания, ставший нечистым из-за Зава и других.
23. Мужчина, вступивший в половую связь с ритуально нечистой женщиной (Нида, Зава, Роженица).
24. Кровь истечения ритуально нечистой женщины (Нида, Зава, Роженица).
25. Слюна нечистого или нечистой (Зав, Нида, Зава, Роженица).
26. Моча нечистого или нечистой (Зав, Нида, Зава, Роженица).
27. Жидкость истечения нечистого (Зав).
28. Сперма нечистого (Зав).
29. Прокаженный в семь дней очищения.
30. Прокаженный, у которого подтверждено наличие проказы.
31. Дом, пораженный проказой.
32. Одежда, пораженная проказой.

##### «Источники нечистоты», установленные мудрецами
1. Кость размером с ячменное зерно и больше.
2. Кровь, вытекшая из тела при жизни, смешанная с кровью, вытекшей после смерти, объёмом ревиит и больше.
3. Земля других народов.
4. Земля с территории, на которой разбросаны человеческие останки.
5. Шатер над кровью из пункта 2.
6. Человек, ставший нечистым из-за «Источников нечистоты», перечисленных в пунктах 1-4.
7. Предметы, коснувшиеся человека из пункта 6.
8. Предметы, ставшие нечистыми из-за «Источников нечистоты» из пунктов 1-4.
9. Человек, прикоснувшийся к предметам из пункта 8.
10. Предметы, дотронувшиеся до человека из пункта 9.
11. Предметы, дотронувшиеся до предметов из пункта 8.
12. Нееврей.
13. «Нида — нечиста задним числом».
14. «Увидевшая пятно — нечиста задним числом».
15. «Не сделавшая проверку в начале цикла — нечиста задним числом».
16. «Родившая орган».
17. Предмет для сидения или лежания, ставший нечистым из-за «Источников нечистоты» из пунктов 12-16.
18. Сиденье для верховой езды, ставшее нечистым из-за «Источников нечистоты» из пунктов 12-16.
19. Слюна «Источников нечистоты» из пунктов 12-16.
20. Моча «Источников нечистоты» из пунктов 12-16.
21. Кровь истечения «Источников нечистоты» из пунктов 12-16.
22. Вступивший в половую связь с нееврейкой, «увидевшей пятно» или «родившей орган».
23. Истечение нееврея.
24. Идол.
25. Предметы или здания, используемые для поклонения идолам.
26. Подношения идолам.
27. Вино, возлитое при поклонении идолам.
28. Животное, зарезанное неевреем по законам шхиты.
29. Умершая кошерная птица.